# CODA (film)
CODA – amerykańsko-francuski komediodramat z 2021 roku w reżyserii Sian Heder. Anglojęzyczny remake francusko-belgijskiego filmu Rozumiemy się bez słów (2014) Erica Lartigau. Zdjęcia kręcono w stanie Massachusetts.
Główną bohaterką filmu jest nastoletnia Ruby Rossi, tytułowa CODA, która po odkryciu swojej pasji do śpiewu musi wybrać między spełnieniem swoich marzeń a dalszą pomocą rodzinie. Podczas 94. ceremonii wręczenia Oscarów obraz zdobył trzy statuetki: za najlepszy film roku, dla najlepszego aktora drugoplanowego (za rolę Troya Kotsura) oraz za najlepszy scenariusz adaptowany.

## Obsada
- Emilia Jones jako Ruby Rossi
- Eugenio Derbez jako Bernardo Villalobos
- Troy Kotsur jako Frank Rossi
- Ferdia Walsh-Peelo(inne języki) jako Miles
- Marlee Matlin jako Jackie Rossi
- Daniel Durant(inne języki) jako Leo Rossi
- Amy Forsyth(inne języki) jako Gertie
- Kevin Chapman(inne języki) jako Brady
- John Fiore jako Tony Salgado

## Odbiór

### Reakcja krytyków
Film spotkał się z pozytywną reakcją krytyków. W agregatorze recenzji Rotten Tomatoes 94% z 295 recenzji uznano za pozytywne, a średnia ocen wystawionych na ich podstawie wyniosła 7,8 na 10. Z kolei w agregatorze Metacritic średnia ważona ocen z 46 recenzji wyniosła 72 punkty na 100.